# Día Mundial de la Justicia Social

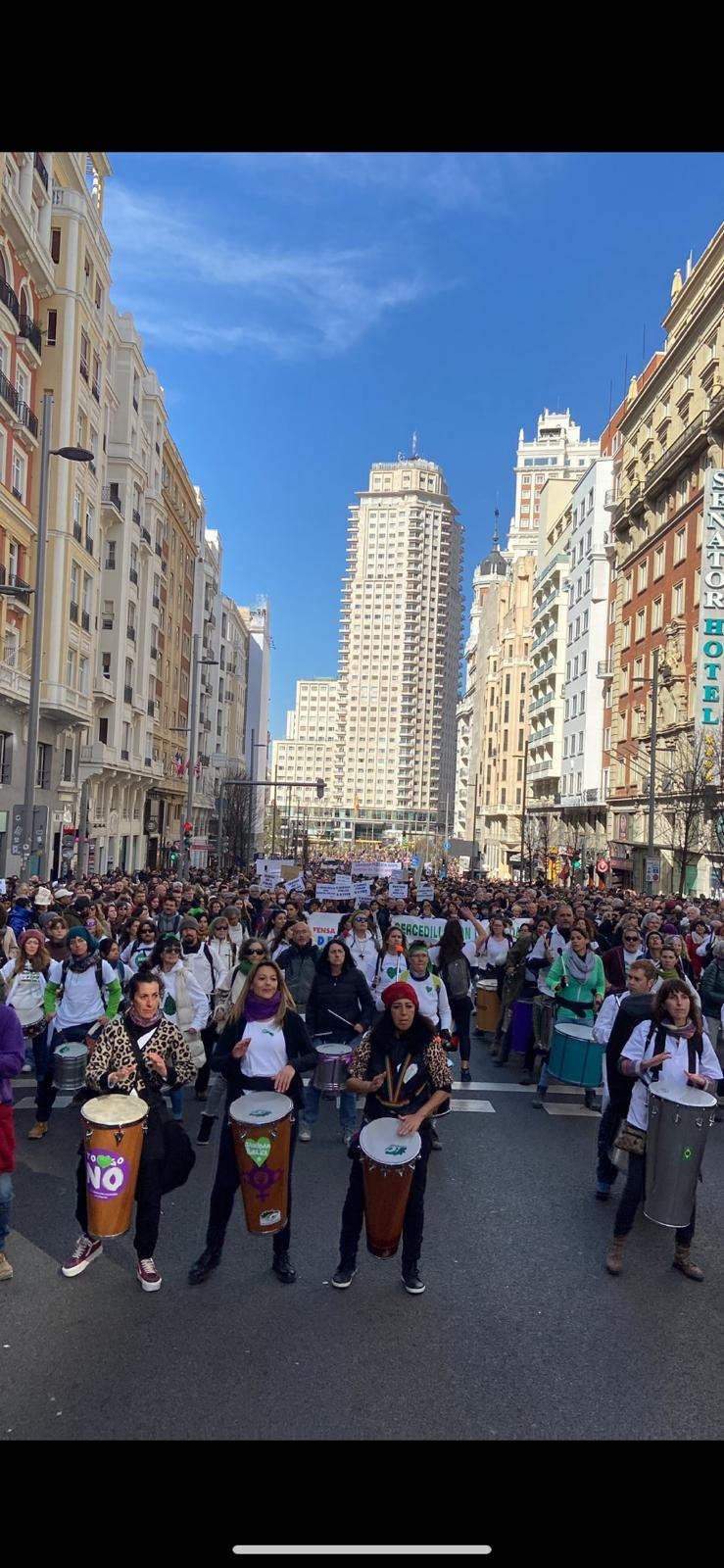
manifestación feminista en la ciudad de Madrid, en la que se realizó una batucada.

En su sexagésimo segundo período de sesiones, el 26 de noviembre de 2007 la Asamblea General de las Naciones Unidas en la Resolución 62/10, decide declarar que, a partir de su sexagésimo tercer período de sesiones, el 20 de febrero de cada año se celebrará el Día Mundial de la Justicia Social. Fue observado por primera vez en 2009.
Se invitó a los Estados miembros a dedicar ese día especial a la promoción de actividades nacionales concretas de conformidad con los objetivos y metas de la Cumbre Mundial sobre Desarrollo social y el vigésimo cuarto período de sesiones de la Asamblea General, titulado "Cumbre Mundial sobre Desarrollo Social y más allá". "Lograr el desarrollo social para todos en un mundo globalizado".
La Asamblea proclamó este día como medida para que los países promovieran políticas destinadas a incrementar las condiciones de igualdad entre las personas como la mejora de las condiciones laborales, la protección social o el derecho a la vivienda o la salud. La conmemoración de este día debe de ayudar a conseguir los objetivos internacionales de erradicación de la pobreza y promover un empleo pleno y decente. Es en esas fechas donde los ciudadanos de todo el mundo impulsan movilizaciones sociales. 
La justicia social es un principio fundamental para promover la igualdad tanto de género como de grupos más desfavorecidos.Promover la justicia social es eliminar barreras que enfrentan a las diferentes personas que conviven en el planeta. Con el establecimiento de este día se busca poder eliminar estas.
La existencia de este día se justifica en la búsqueda de la educación de los ciudadanos ya que las inequidades son fuente de conflicto y de violencia tanto particularmente como a nivel de las naciones. La promoción o la negación de la justicia en la sociedad está en manos de los particulares y establecer un día de reivindicación ayuda a reconocer las necesidades que son básicas para el desarrollo humano de una forma digna. Se busca además eliminar el sentimiento de rechazo ante las situaciones de desigualdad para promover la igualdad real.
La justicia social se introduce además en las agendas políticas de los países ya que guían todas las decisiones tanto nacionales como internacionales ya que consideran que genera sociedades más prósperas en cuanto a la economía y a la cohesión social. Se busca afianzar la comunicación y el diálogo entre los gobernantes y los trabajadores de las naciones poniendo como foco central la defensa de los derechos fundamentales. De este modo la existencia de un día de defensa mundial de estos valores son la prioridad de los gobiernos que buscan crear una Coalición Mundial por la Justicia Social. 

## Antecedentes
La Organización Internacional del Trabajo (OIT) adoptó por unanimidad la Declaración de la OIT sobre la justicia social para una globalización equitativa el 10 de junio de 2008.  Esta es la tercera declaración de principios y políticas de gran alcance adoptada por la Conferencia Internacional del Trabajo desde la Constitución de la OIT en 1919. Es heredera de la Declaración de Filadelfia, de 1944, y de la Declaración de la OIT relativa a los principios y derechos fundamentales en el trabajo y su seguimiento, de 1998.  La Declaración de 2008 expresa la visión contemporánea del mandato de la OIT en la era de la globalización.

## Temas
1. 2009: Día Mundial de la Justicia Social 2009
2. 2010: Día Mundial de la Justicia Social 2010
3. 2011: Lograr la protección social para todos[11]
4. 2012: Día Mundial de la Justicia Social 2012
5. 2013: Día Mundial de la Justicia Social 2013
6. 2014: Día Mundial de la Justicia Social 2014
7. 2015: Poner fin a la trata de personas y al trabajo forzado[11]
8. 2016: Una transición justa hacia economías y sociedades ambientalmente sostenibles para todos[11]
9. 2017: Prevenir los conflictos y mantener la paz con el trabajo decente[11]
10. 2018: Trabajadores en movimiento en búsqueda de la justicia social[12]
11. 2019: Si quieres paz y desarrollo, trabaja por la justicia social[13]
12. 2020: Cerrar la brecha de las desigualdades para lograr la justicia social[14]
13. 2021: Un llamamiento a la justicia social en la economía digital[15]
14. 2022: ¿Podemos lograr la justicia social a través del empleo formal?[16]
15. 2023: Superar barreras y liberar oportunidades para la justicia social[17]

La temática en la que se basa el día de la justicia social es en torno a los siguientes ámbitos:
- Educación: Todos los ciudadanos merecen la misma enseñanza para poder tener las mismas oportunidades
- Salud : Proveer un sistema de salud que cubra las necesidades básicas.
- Vivienda digna : Otorgar un hogar que sea seguro y habitable.
- Igualdad de género: Independientemente de si eres hombre o mujer todos los ciudadanos deberían gozar de los mismos derechos.
- Vivienda: Para permitir acceder a un empleo justo y bien remunerado.[18]

La justicia social también se encuentra en el ámbito de la economía digital en el que la Covid-19 dejó una brecha digital en los que ciertos colectivos más vulnerables como migrantes y refugiados en España. La justicia social busca reducir las desigualdades en pobreza y otorgar a todos los ciudadanos igualdad de oportunidades. La pandemia evidencio que la vida necesita la digitalización en la que la escolarización y el trabajo pasó a ser telemático. El 20 de febrero se reivindica que la sociedad demanda ayudas más complejas en las que tener disponibles estas herramientas tecnológicas como móviles, ordenadores e internet son imprescindibles para evitar la exclusión social. Este reto es otro que se trata de afrontar reivindicando la importancia de la justicia social.
En la educación el día de la justicia social trata de según la declaración Universal de los derechos humanos garantizar la dignidad humana. En este sentido las aulas son esenciales para que se garanticen los derechos fundamentales de los individuos. Existe así una doble variante: la relacionada con la educación en valores y por otra la de generar capacidades de transformación social en los alumnos. Así el establecimiento de un día para la justicia social influye en transmitir estos valores que generar sociedades más desarrolladas y humanizan a los ciudadanos para comprender de forma más empática las desigualdades y promover así la paz.
La existencia de este día también se enfoca en la preservación de los derechos del trabajador ya que los derechos laborales es uno de los sectores más perjudicados desde hace unos años. Con la reafirmación de la justicia social se trata de crear empleos estables y de calidad para la clase trabajadora, a avanzar en la igualdad de género, además de defender pensiones dignas y prestaciones solidarias y suficientes. 